# 639 هـ
639 هـ هي سنة في التقويم الهجري امتدت مُقابلةً في التقويم الميلادي بين سنتي 1241 و1242.

## مواليد
- ابن جماعة
- بدر الدين بن جماعة

## وفيات
- ابن الصوري